# Pseudosinella staryi
Pseudosinella staryi is een springstaartensoort uit de familie van de Entomobryidae. De wetenschappelijke naam van de soort is voor het eerst geldig gepubliceerd in 1981 door Rusek.